# 中都農業生產合作社

中都農業生產合作社（英語：Central Taiwan Agricultural Cooperative，縮寫CTAC），全名保證責任臺中市中都農業生產合作社，簡稱中都或中都農合、中都農產，是台灣台中一個專業農民團體，主要以科技化進行大田栽培，生產台灣雜糧作物。近年除雜糧作物外，亦開始契作嗜好作物，以特殊發酵技術生產如咖啡與茶葉。
中都農合以往是以種植稻米以及台灣小麥為大宗，進而到大規模契作非基改黃豆，以台灣品種為主，再來又發展其它雜糧類如蕎麥與薏仁等。